# SN 2010ij
SN 2010ij – supernowa typu Ia odkryta 15 września 2010 roku w galaktyce PGC0068600. W momencie odkrycia miała maksymalną jasność 15,90m.